# Marcolino del Carmelo Benavente
Marcolino del Carmelo Benavente (San Antonio de Areco, 17 agosto 1845 – San Juan, 28 settembre 1910) è stato un vescovo cattolico argentino.

## Biografia
Abbracciò giovanissimo la vita religiosa tra i frati domenicani del convento di Buenos Aires e, appena diciottenne, emise la sua professione il 13 gennaio 1864. Fu ordinato prete e si distinse nella predicazione: fondò il collegio Lacordaire.
Fu vescovo di San Juan dal 1899 alla morte.
Operò per la composizione del conflitto sorto per questioni di confine  tra Argentina e Cile e, per celebrare la ritrovata pace sancita nel 1902 dalla firma dei  Patti di maggio, promosse la realizzazione del Cristo Redentore delle Ande, inaugurato nel 1904.
Nel 1905 fondò, con Teresa Sánchez de Agüero, la congregazione delle suore della Sacra Famiglia di Nazareth, dette nazarene.

## Genealogia episcopale
La genealogia episcopale è:
- Cardinale Scipione Rebiba
- Cardinale Giulio Antonio Santori
- Cardinale Girolamo Bernerio, O.P.
- Arcivescovo Galeazzo Sanvitale
- Cardinale Ludovico Ludovisi
- Cardinale Luigi Caetani
- Cardinale Ulderico Carpegna
- Cardinale Paluzzo Paluzzi Altieri degli Albertoni
- Papa Benedetto XIII
- Papa Benedetto XIV
- Papa Clemente XIII
- Cardinale Bernardino Giraud
- Cardinale Alessandro Mattei
- Cardinale Giacomo Giustiniani
- Cardinale Pietro Ostini
- Vescovo Mariano Medrano y Cabrera
- Arcivescovo Mariano José de Escalada Bustillo y Zeballos
- Vescovo Venceslao Javier José Achával y Medina, O.F.M.
- Arcivescovo Federico León Aneiros
- Vescovo Reinaldo Toro, O.P.
- Arcivescovo Uladislao Castellano
- Vescovo Marcolino del Carmelo Benavente, O.P.